# Glossario di tessitura
Raccoglie i termini inerenti alla tessitura, all'industria tessile e ai tessuti.

## A
Abacasigla AB, fibra proveniente dalle guaine fogliari della Musa textilis.
Acetatosigla AC, fibra d'acetato di cellulosa di cui tra il 74% e il 92% dei gruppi ossidrilici è acetilato.
Acrilicosigla PC, fibra sintetica prodotta a partire da acrilonitrile, monomero che costituisce almeno l'85% delle unità ripetitive nella catena polimerica.
Alcantaramateriale sintetico che imita la pelle di daino.
Alfasigla AL, fibra proveniente dalla foglia della Stipa tenacissima.
Alpacasigla WP, filato prodotto con la lana ricavata da un tipo di lama.
Altezzamisura, in una pezza di tessuto, della distanza tra le cimose.
Agave sisalanasigla SI, pianta da cui si ricava una fibra tessile, il sisal.
Agugliaturaè il processo con cui si ottiene industrialmente il feltro o altri tipi di tessuto non tessuto.
Angorasigla WA, filato prodotto con il pelo di un coniglio, molto morbido e soffice.
Arazzomanufatto tessile destinato al rivestimento murario, tradizionalmente realizzato su telai verticali, con trame discontinue. Termine generalmente usato per ogni manufatto decorativo da appendere a parete.
Arcolaioè uno strumento semplice che viene utilizzato per dipanare le matasse.
Armaturaè un vocabolo che nell'ambito tessile ha due significati: il primo è il complesso delle operazioni per il montaggio del telaio, il secondo è il modo di intrecciarsi dei fili di ordito con quelli della trama.
Asposupporto che arrotola il filo.

## B
Bachicoltural'allevamento dei bachi da seta.
Bandoloestremità del filo avvolto in una matassa.
Batavianome della saia 4:4 con 2 punti di legatura per ordito (batavia classica).
Batistatipo di tessuto molto fine, trasparente e leggero di mano morbida, realizzato in lino ad armatura tela.
Beaverteentipo di fustagno.
Binaturasi abbinano più trefoli (capi), cioè si mettono assieme torcendoli più fili sottili (2, 3 o 4) per ottenere un filato di dimensioni maggiori, le torsioni di ogni singolo trefolo si stabilizzano evitando l'inconveniente di vedere il filato torcersi su sé stesso, formando dei cappi, o un lavoro di maglieria deformarsi, andando in sbieco, seguendo la torsione di un solo capo.
Bissotessuto realizzato con la seta prodotta da un mollusco.
Bottonatofilo che ingloba fiocchetti, pallini, che danno l'effetto bottonato.
Bouclètipo di filato, uno dei due fili che lo compone forma degli anelli che sporgono con effetto ricciolo.
Bourettefilato di seta ottenuto dai cascami, la peluria della parte esterna o interna del bozzolo, viene filata dopo cardatura, filato grosso e irregolare non ha le caratteristiche di finezza e lucentezza della bava.
Broccatotessuto, apparentato col damasco, con una lavorazione aggiuntiva: si ottiene con trame supplementari che intervengono solo nelle zone da decorare, in seta, pesante, da tappezzeria.

## C
Calandraturatrattamento di finissaggio con passaggio fra rulli riscaldati che schiaccia il tessuto dandogli un aspetto lucido come il chintz, se i rulli hanno inciso un rilievo con la calandratura si possono ottenere disegni ed effetti speciali come marezzatura o moiré, goffratura.
Calcolo dell'orditoserie di valutazioni e conteggi che portano a determinare il numero e la lunghezza dei fili d'ordito.
Calicot(pronuncia "calicò") detto anche "cencio della nonna", è un tessuto leggero.
Canapasigla CA, fibra tessile ricavata dalla Cannabis sativa.
Canovaccioè un tessuto usato come base o guida per il ricamo.
Cantramacchinario fornito di una batteria di rocche, alimenta l'orditoio che carica tutti i fili dell'ordito, ben tesi e ordinati, su un subbio.
Capotrefolo che compone un filato, può essercene 1 o 2, 3, 4.
Cardacciattrezzo per cardare, due assicelle di legno dotate di impugnatura irte di chiodi, la sfregatura di una contro l'altra con in mezzo l'ammasso di fibre provvedeva a disticare le fibre stesse.
Cardaturaoperazione che districa le fibre da filare.
Carica della setaoperazione di nobilitazione della seta
Cascamescarto delle lavorazioni.
Cashmeresigla WS, lana pregiata detta anche casimiro o kashmir, è formata dal pelo della capra hircus.
Cassa battenteo portapettine, parte mobile del telaio in cui è inserito il pettine.
Chiffonstoffa molto leggera, a velo trasparente in armatura tela prodotta con filati fortemente e diversamente ritorti.
Chinétessuto di seta, ad armatura tela, di colore screziato, caratterizzato da disegni dai contorni sfumati ottenuti con la colorazione dell'ordito prima della tessitura anziché con la stampa sul tessuto già fatto.
Filato tinto in matasse con sezioni di uno o più colori per ottenere l'effetto chiné.
Chintzrobusto tessuto di cotone, ad armatura tela o raso è caratterizzato dai colori vivaci e dalla mano lucida, ottenuta con una forte calandratura.
Cimaturatrattamento di finissaggio che dà omogeneità al pelo.
Cimossacimosa o vivagno, bordo di un tessuto (i margini destro e sinistro dell'ordito).
Cinigliaè un termine che indica sia un tipo di filato che un tessuto realizzato con il filato stesso.
Cocco o coirsigla CC, fibra proveniente dal frutto della Cocus nucifera.
Coloranti reattivicoloranti per fibre cellulosiche. Prendono il nome di reattivi perché sono in grado di reagire con il gruppo ossidrile della cellulosa, formando un legame covalente
Conoanima su cui si avvolge il filato nelle rocche, in cartone o plastica, a volte la sua forma è un tronco di cono.
Conocchia o roccaregge la lana per filare con il fuso.
Contafiliè uno strumento ottico simile ad una lente di ingrandimento ideato per contare i fili della trama di un tessuto (numero di fili al centimetro).
Cotonesigla CO, si ricava dalla bambagia che avvolge i semi delle piante del genere gossypium.
Cotone gasatotipo di filato di cotone che ha subito una lavorazione industriale atta a migliorare le sue caratteristiche.
Cotone idrofiloo lana di cotone, è un tipo di cotone posto in commercio dopo essere stato sottoposto a cardatura ed a procedimenti chimici come il candeggio rendendolo atto all'assorbimento dell'acqua.
Cotone mercerizzatofilato di cotone che subisce un trattamento con bagno di soda caustica.
Crêpefilato simile all'organzino ma più fittamente ritorto (da 16 a 32 giri al centimetro), per tessuti crêpe, cioè increspati.
Crêpenome generico di tessuti, diversi nei materiali e nel peso, caratterizzati dall'aspetto increspato, granuloso e mosso.
Crêpe de chinetessuto ottenuto con l'impiego di trame a torsione alternata, compatto e pesante si drappeggia bene.
Crêpe marocaintessuto pesante, per effetto del filo di trama più grosso di quello di ordito si creano delle costine ondulate orizzontali.
Crêpe satintessuto morbido, rasato, lucido sul diritto e opaco sul rovescio.
Crêpe di lana (crepella)tessuto in lana di vario peso comunque leggero, come per la seta è la forte torsione del filato che gli dà la superficie granulosa.
Cretonnetessuto di tela forte, bianca o stampata.
Crinolinatessuto rado e rigido usato per rinforzi, imbottiture, sottogonne; il termine indica anche la struttura rigida che manteneva ampie le gonne nell'Ottocento.
Cuprosigla CU, fibra di cellulosa rigenerata ottenuta mediante il procedimento cuprammoniacale.

## D
Damascatoè un tessuto che assomiglia al damasco ma ne differisce per essere realizzato con filati di diversi colori, per cui l'effetto di lucido-opaco viene ampliato dall'effetto dei colori. Costituito da raso di ordito e raso di trama più una o più armature satinate.
Damascotessuto operato monocolore con disegni stilizzati o floreali ad effetto di lucido-opaco, armatura seta. Costituito da raso di ordito e raso di trama.
Denaroè l'unità di misura utilizzata in campo tessile, pari a 0.05g. Lo si utilizza per la titolazione delle fibre tessili.
Denimtessuto che si usa per confezionare i jeans.
Dévoréè un tipo di lavorazione del tessuto, il cui nome è un termine francese, che letteralmente significa "divorato". Si tratta di un sistema di stampa tessile, il cui scopo è quello di eliminare ("divorare") una parte del tessuto
Dinamicaè un tipo di microfibra a ridotto impatto ambientale utilizzato in vari settori, tra cui quello aumobilistico, come rivestimento interno.
Doeskintipo di fustagno che imita le pelle di daino.
Doppionebava di seta doppia, prodotta da due bachi che formano il bozzolo insieme, rarissima, è il materiale che originalmente componeva lo shantung.
Drapperiatermine anglosassone, si intende l'insieme dei tessuti necessari per un uomo per "costruirsi" vestiti e gli altri oggetti d'abbigliamento.
Dritto filoil senso dei fili d'ordito di un tessuto.
Dyneemafibra sintetica particolarmente adatta alla produzione di cavi da trazione. Viene in particolar modo utilizzato per applicazioni sportive quali il Kitesurf e il Parapendio.

## E
Ecopelleè un tipo di cuoio o pelle a ridotto impatto ambientale che soddisfa i requisiti previsti dalla norma UNI 11427:2011 Cuoio – Criteri per la definizione delle caratteristiche di prestazione di cuoi a ridotto impatto ambientale
Écrudi colore greggio, filato o tessuto non candeggiato o tinto.
Eisengarnè un termine tedesco (in italiano:ferro filato) è un tipo di materiale di tipo tessile utilizzato in vari campi, fra cui l'arredamento.
Elastansigla EA, fibra sintetica elastomerica a bava continua costituita per almeno l'85% della massa da poliuretano segmentato.
Emianetessuto di nascita abbastanza recente, composto di fibre di lino e fibre di cotone, per ricamo.
Etaminenome francese per stamigna.
Etichettatura tessileinsieme delle indicazioni che obbligatoriamente per legge devono apparire su apposita etichetta su ogni capo di abbigliamento ed ogni prodotto tessile messo in commercio.

## F
Faille o fagliaè una qualità di taffetà che si presenta più rigido, abbastanza sostenuto, riconoscibile per rilievi e costine in trama.
Felpatipo di stoffa con un lato peloso, sovente una maglina.
Feltrostoffa realizzata in pelo animale. Non è un tessuto ma viene prodotto con l'infeltrimento delle fibre.
Fettucciaè una striscia sottile di tessuto. Non è tagliata da una pezza di stoffa ma tessuta con la larghezza necessaria, ha armatura a tela.
Fiammatotessuto caratterizzato da una superficie non omogenea dovuta all'impiego di un filato di spessore irregolare.
Fiandrapregiato tessuto operato monocolore con disegni in lucido-opco usato per tovagliato.
Fibra tessileinsieme dei prodotti fibrosi che, per la loro struttura, lunghezza, resistenza ed elasticità, hanno la proprietà di unirsi, attraverso la filatura, in fili sottili, tenaci e flessibili che vengono utilizzati nell'industria tessile per la fabbricazione di filati.
Fibre naturalilana, seta, cotone, lino, canapa, iuta, sisal, rafia.
Filandanome con cui sono conosciuti gli stabilimenti di lavorazione e filatura della seta.
FilaticcioFilo di seta che si ricava dai bozzoli sfarfallati, cioè bucati dall'uscita della farfalla.
Filatoinsieme di fibre tenute assieme da una torsione a formare un filo.
Filatoio ad alettemacchina azionata a pedale per filatura.
Filaturasequenza di operazioni necessarie alla trasformazione delle fibre tessili in filato oppure filo, sia lo stabilimento industriale (filanda, filatoio) in cui avviene tale lavorazione.
Filerinao filandaia o filandera, operaia della filanda.
Finissaggiotrattamenti compiuti, dopo la tessitura, per migliorare le caratteristiche di un tessuto.
Finta pelleè un tessuto impregnato/spalmato con resine poliuretaniche che può avere un aspetto simile alla pelle naturale o al cuoio.
Fioccatofilato la cui sezione cambia, da sottile a grossa, inglobando fiocchi o batuffoli.
Flanellatessuto leggero, morbido, caldo, con armatura a saia.
Follaturaoperazione che fa parte del processo di finissaggio dei tessuti di lana, e che consiste nel compattare il tessuto attraverso l'infeltrimento, per renderlo impermeabile.
Frangiaè un ornamento tessile posto sul bordo di capi d'abbigliamento o pezzi d'arredamento.
Fresco lanaè un tessuto di lana di peso medio o leggero, dall'aspetto granulare, ingualcibile, poroso e resistente.
Fusoserve per filare a mano.
Fustagnotessuto con armatura a saia a 3 o a 4, tinta unita, robusto, di mano scamosciata.

## G
Gabardinatessuto in filato pettinato in tinta unita, di un certo peso e mano asciutta, per impermeabili.
Garzaa giro inglese, molto solida; falsa garza a armatura tela; huck lace produce tessuti traforati, con un'armatura tipo si possono ottenere, cambiando la movimentazione dei licci, tipi di garze differenti. Adatti a tende, tovagliato e abbigliamento.
Garzaturaoperazione che fa parte del processo di finissaggio dei tessuti: consiste nel sollevare le fibre dei fili di un tessuto, per renderlo morbido e soffice.
Georgettetessuto estremamente leggero e sottile, di mano rigida, ad armatura tela.
Gobelinè un tessuto, fatto con un telaio jacquard, che cerca di imitare gli arazzi Gobelins, per tappezzeria.
Goffraturaè un particolare tipo di calandratura effettuata tramite cilindri incisi a disegno che consente di trasferirli sul tessuto
Gomitolofilo arrotolato a formare una palla, se fatto a mano, di forma più ordinata (ovale), se fatto industrialmente.
Gore-textessuto sintetico dalle alte capacità impermeabili e traspiranti.
Gros graintessuto in tinta unita a dominante d'ordito, segnato da sottili rigature orizzontali.
Gualchieramacchinario di epoca preindustriale, usato per lo più nella manifattura laniera, ma anche nell'industria della carta. Serve a follare il panno.
Guardia orditovi sono presenti le lamelle sostenute dal filo, quando vi è una rottura la lamella cade sul guardia ordito fermando il telaio.
Guernissaggioè un procedimento di finissaggio tessile che consiste nel sottoporre un tessuto, composto di lana, alla garzatura mediante cardi vegetali.

## I
Ikatprocedimento per la tintura dei filati, diffuso oggi specialmente fra i popoli malesi ed indonesiani.
Industria tessileindustria manifatturiera che produce e lavora le fibre tessili.
Ingegneria tessilebranca dell'ingegneria che sviluppa procedimenti industriali per produrre materiali tessili (polimeri, fibre, filamenti, filati, tessuti).
Iutao juta sigla JU, è una fibra tessile naturale ricavata dalle piante del genere Corchorus.

## J
Joseph Marie Jacquardinventore francese, conosciuto come l'inventore del telaio automatico Jacquard.

## K
Khadiè un particolare tipo di tessuto indiano. La materia prima è il cotone, anche se possono essere utilizzate anche la seta e la lana.
John Kayinventore della spoletta volante.
Kevlarfibra sintetica polimerica, per abbigliamento sportivo.

## L
Lampassotessuto antico, operato, di grande pregio, conosciuto dal X secolo raggiunse la massima diffusione nel XVI secolo.
Lanafibra tessile naturale e si ottiene dal vello di ovini (pecore e di alcuni tipi di capre), conigli e camelidi (cammelli) e alcuni tipi di lama.
Lana cottaè un tipo di stoffa simile al feltro o al panno. Non è tecnicamente un tessuto, viene ottenuta infeltrendo una pezza, realizzata con la lavorazione a maglia di filato di lana, mediante follatura
Liccio.parte di un telaio da tessitura. Anche per eseguire un lavoro semplice, come la tela, devono essere almeno due.
Linosigla LI, fibra tessile ricavata dal linum usitatissimum
Lodenè un tessuto di lana tipico del Tirolo e dell'Alto Adige.
Lucidaturaforte calandratura a caldo con l'aggiunta di paraffina, cera o altri composti chimici per ottenere un aspetto molto lucido.
Lyocellfibra prodotta dalla cellulosa frantumata disciolta in NMMO-monoidrato, un sottogruppo delle fibre di rayon.
Lurexè il marchio inventato dalla Dow Badische Company e introdotto sul mercato dagli anni '40, di un tipo di filato con un aspetto metallico. Il filo è l'intreccio di più fibre sintetiche più uno strato di alluminio vaporizzato.

## M
Maglienel liccio contengono i fori in cui passano i fili.
Manoin ambito tessile è il termine con cui si indica la sensazione al tatto data da un tessuto, da una maglina o da un filato.
Matassacostituita dall'assembramento ordinato di un ammasso di filo, disposto a spirale, in forma circolare.
Merlettoo pizzo o trina è una particolare lavorazione dei filati per ottenere un tessuto leggero, prezioso e ornato. Può essere realizzato a mano o a macchina.
Messa in cartatrascrizione su carta degli schemi delle armature, è un disegno a quadretti bianchi e neri.
Microfibraè il termine utilizzato per definire tecnofibre aventi un titolo uguale o minore di 1 Dtex. Non indica una fibra tessile in particolare, il termine non può essere usato singolarmente, ma solamente accompagnare il nome del polimero che la costituisce.
Modalsigla MD, fibra prodotta a partire dagli anni '60 dalla polpa di legno degli alberi, essa una varietà del rayon, una fibra rigenerata dalla cellulosa.
Modacrilicosigla MA fibra formata da macromolecole lineari che presentano nella catena tra il 50% e l'85% in massa del motivo acrilonitrilico. Ha spiccate caratteristiche antifiamma.
Mohairsigla WM, filato con caratteristiche simili alla seta, ricavato dal pelo della capra d'angora.
Moleskintipo di tessuto di fustagno.
Musa textilisdetta àbaca o abacà o abakà è una pianta della famiglia delle Musaceae che produce fibre tessili chiamate Manila.
Museo del Tessutosi trova a Prato in via Santa Chiara ed è uno dei più importanti a livello nazionale ed europeo sulla storia e lo sviluppo della tessitura dall'antichità ai giorni nostri.
Mussolatessuto molto leggero in armatura tela e a trama molto rada simile alla garza da medicazione.

## N
Nastroè una sottile striscia di materiale flessibile, solitamente tessuto ma anche di plastica o carta. Il suo uso è strutturale: legare, chiudere, reggere o semplicemente decorativo.
Nastro cardatoè una banda di fibra tessile, stretta, appiattita e lunga. La produzione del nastro cardato è un passaggio intermedio delle operazioni di filatura nell'industria tessile.
Nattèo panama (perché simile all'intreccio che caratterizza il cappello di Panamá) è un tessuto derivato dall'armatura tela, dal francese, significa cestino. Si ottiene per ampliamento parinumero dei fili, sia di ordito che di trama.
Navettao spoletta è l'attrezzo che contiene il filato per tessere. Entrando nel passo aperto tra i fili dell'ordito permette di inserire il filo di trama e costruire un tessuto.
Nido d'apetessuto a tre dimensioni, in superficie un reticolo in rilievo, in profondità le nicchie dei buchi. Adatto ad asciugamani e accappatoi per la capacità di assorbire l'acqua.
Nobilitazioneesecuzione di trattamenti solitamente di tintura e/o di finissaggio da parte di apposite aziende allo scopo di conferire o migliorare una o più caratteristiche di un prodotto tessile.
Nylonsigla PA, è una famiglia di polimeri sintetici.
Nodo del tessitoreo nodo bandiera, nodo a bandiera, nodo di scotta, nodo della rete, nodo incrociato; è un nodo di giunzione usato per riparare le rotture su fili di ordito.

## O
Orbaceè un tessuto di lana follato tipico della Sardegna.
Orditoo catena è l'insieme di fili che insieme a quelli della trama concorrono nel formare un tessuto.
Orditoioattrezzo che permette di preparare l'ordito.
Organzatessuto sottile e trasparente, ad armatura tela, realizzato con il filato di seta organzino.
Organzinofilo ritorto in un senso accoppiato e ritorto con un altro filo nel senso opposto (4 giri al centimetro), usato per l'ordito.
Oxfordtessuto per camicie caratterizzato dall'armatura nattè con fili d'ordito colorati e fili di trama bianchi.

## P
Pannotessuto di lana che viene follato (infeltrito) per renderlo impermeabile e garzato per ottenere un lato peloso.
Panno casentinotradizionale tessuto di lana tipico del Casentino.
Panno grosso bergamascotessuto pregiato ruvido, caldo e molto robusto.
Panno lencistoffa colorata, morbida, resistente e leggera, non essendo tessuta è un feltro.
Passamaneriaè composta da molti tipi di bordure che servono per decorare o rifinire abiti o oggetti.
Passinasottile uncino (simile ad un uncinetto) o piattina in metallo (con una cava) che serve per far passare il filo nelle maglie dei licci e nelle fessure del pettine.
Passo (tessitura)varco che si apre tra i fili d'ordito in un telaio per permettere l'inserimento del filo di trama.
Pedalein un telaio artigianale muove, schiacciandolo, uno o più licci a cui è collegato.
Pelliccia ecologicaindica un tessuto che imita la pelliccia di animale. Generalmente prodotto con fibre naturali (cotone), artificiali (viscosa) e sintetiche (acrilico e modacrilico)
Peluchetessuto formato da fibre naturali o sintetiche, caratterizzato da un pelo lungo e morbido.
Pince(francese) pronuncia pèns, piega pinzata, cucita, fatta nei punti di un vestito dove serve per modellarlo sulla forma del corpo.
Percalletessuto ad armatura tela, di medio peso, molto fine e compatto, di mano liscia; la caratteristica di finezza e compattezza è dovuta all'alto numero di fili per centimetro (tra 70 e 80). Viene utilizzato principalmente per lenzuola e biancheria da letto.
Pettinaturafase di lavorazione del nastro cardato o trattamento di finissaggio che indirizza il pelo nella stessa direzione.
Pettineparte del telaio, serve per battere, avvicinare e compattare i fili di trama.
Pettine liccioparte di un particolare telaio per tessitura chiamato a pettine liccio.
Pettine separatoreserve a mantenere una distribuzione costante dei fili di ordito mentre li si stanno caricando sul subbio.
Pezzaun ritaglio di stoffa usato come straccio; una porzione di stoffa usata come rattoppo; o un'unità commerciale di misura per la vendita di tessuti.
Pezzottoè un tappeto tessuto con stracci.
Pibionesè una tecnica tradizionale di tessitura a grani tipica della Sardegna.
Pied de pouletessuto con disegno a zampa di gallina, saia in cui si montano fili colorati, 4 bianchi e 4 neri.
Piletessuto in fibra sintetica (polartec) usato principalmente per abbigliamento sportivo.
Piquéè un tessuto di cotone con motivi in rilievo, rombi, quadrati, puntolini, generalmente bianco.
Pizzoo merletto, tessuto con particolare tramatura, che disegna sul prodotto degli intarsi con varie fantasie.
Poisdal francese significa piselli, disegno a pallini, grossi punti distribuiti regolarmente sul tessuto.
Poliammidepolimero di Nylon: tessuto forte, duttile e molto resistente: è artificiale: la sigla è PA
Popelineè un leggero tessuto di cotone di mano fresca e asciutta, per la confezione di camicie.

## R
Ràfiafibra tenace e grossolana, impiegata nell'industria dei cordami e degli articoli da intreccio, come stuoie e borse.
Ramiafibra vegetale usata da migliaia di anni nell'estremo oriente.
Rapportoil rapporto d'armatura è il numero minimo di fili d'ordito e di trama necessario per rappresentare l'armatura.
Rasatellotessuto di cotone in armatura raso da 5, peso medio, molto liscio.
Rasoo satin è un tessuto fine, lucido, uniforme, dalla mano morbida. Costruito con armatura a raso, in cui i punti di legatura sono radi e largamente distribuiti così da apparire nascosti.
Rasaturatrattamento di finissaggio che pareggia il pelo estratto dalla garzatura.
Rattinaturatrattamento di finissaggio che con pressione e strofinio crea dei riccioli sul pelo come nel panno casentino.
Rayonfibra artificiale trasparente che si ottiene dalla cellulosa.
Ricamoè il prodotto del disegno con l'ago su un tessuto.
Riduzionenumero di fili al centimetro, sia per trama che per ordito.
Rigeneratofilato o tessuto fatto con lana rigenerata, ossia ricavata da cascami, sfridi o da abiti usati.
Ritorto per tramafilato composto da uno o più fili e ritorto in un solo senso (da 8 a 16 giri al centimetro).
Ritorto singolofilato ritorto in un solo senso con un numero di torsioni variabili a seconda della qualità, per tessuti lisci e sottili.
Rocca (tessile)formato per uso industriale, il filato è avvolto su di un cono di cartone o plastica, da 500 g a 2 kg.
Rocchettoè un supporto su cui si avvolge il filo, formato da un'anima cilindrica e due ali che danno lo spallamento laterale.

## S
Saiaè un tipo di tessuto caratterizzato dalla diagonale. Si chiama anche saglia, sargia, spiga, diagonale, levantina, batavia, in inglese è twill. La saia è la seconda armatura base, con tela e raso, ha andamento diagonale, con un dritto e un rovescio, uno a effetto di trama e l'altro a effetto di ordito.
Sanforizzazioneoperazione eseguita su tessuto in pezza allo scopo di migliorare i rientri al lavaggio.
Sartorialaboratorio dove si confezionano abiti su misura.
Sbiecoo tralice, significa di traverso, non per il senso ortogonale del tessuto.
Sciamitotessuto medievale composto da più trame.
Seersuckertessuto di cotone usualmente a righe, usato per confezionare indumenti estivi.
Serabendè una categoria di tappeti persiani prodotti in una regione a ovest di Malayer, il cui centro principale è Mal-e-Mir.
Setasigla SE, fibra naturale proteica di origine animale con la quale si possono ottenere tessuti tendenzialmente pregiati.
Shantungtessuto di seta selvaggia (tussah), di colore unito, caratterizzato da una superficie ruvida, molto irregolare e dall'aspetto grezzo.
Shappefilato che si produce con i bozzoli danneggiati (dove non è possibile avere la bava continua) e cascami di lavorazione.
Slegaturapassaggio di una trama sopra più orditi, o di un ordito sopra più colpi di trama.
Smerigliaturatrattamento di finissaggio che dà un aspetto scamosciato, come nel fustagno.
Spina di pescearmatura a saia spezzata.
Spolieramacchina per la preparazione di spole per trama, montate poi sulle navette.
Spoletta volanteo navetta lanciata (in inglese flying shuttle) è un congegno inventato nel 1733 da John Kay per consentire la tessitura automatica.
Spugnatessuto con anelli di filo che gli permettono di assorbire l'acqua.
Stamignatessuto ad armatura tela con fili radi, di mano molle e medio peso.
Stampa tessileprocesso di applicazione del colore su pezze di tessuto per ottenere disegni definiti.
Stiraturao stiro è una fase di lavorazione nel ciclo della filatura
Strammasparto o tagliamani, fibra con cui si fanno cappelli e stuoie. È una pianta erbacea appartenente alla famiglia delle graminacee, ha culmi cespugliosi, foglie lineari tenaci e margini ruvidi.
Stoppinoè una sottile banda di fibra tessile leggermente ritorta, con sezione cilindrica, assomiglia ad un grosso filo ma non ne ha le caratteristiche di resistenza per la bassa torcitura.
Subbioparte di un telaio da tessitura, sono due, uno porta i fili dell'ordito, l'altro arrotola il tessuto già fatto.
Summer and winterarmatura con almeno quattro licci, gioca sul contrasto tra i fili chiari e scuri che creano disegni geometrici. Tipica degli Stati Uniti dove veniva utilizzata per la tessitura di copriletti con un lato tendenzialmente chiaro, per l'estate, e il rovescio tendenzialmente scuro per l'inverno.

## T
Taffetàtessuto di seta, ad armatura tela, di mano lucida e frusciante.
Tapa (tessuto)è il termine utilizzato per chiamare un tessuto tipico delle isole Hawaii e Fiji.
Tappetoè un grosso tessuto di materiale vario, usato per ricoprire pavimenti, tavoli e superfici simili.
Tartanè un particolare disegno dei tessuti in lana delle Highland scozzesi. Il kilt, il tipico gonnellino scozzese, è realizzato in tartan.
Tecnofibreprendono il nome di tecnofibre le fibre fatte dall'uomo, possono essere sintetiche o artificiali.
Telamodo più semplice con cui si possono intrecciare i fili di trama e ordito per costruire un tessuto.
Tela aidaè il tessuto che costituisce supporto principale per il ricamo contato, tecnica sulla quale si basa il punto croce.
Tela banderatessuto di fibre naturali (cotone o lino), dalla trama regolare, usato per il ricamo bandera.
Tela catramataè costituita da un telo di cotone egiziano a fibra lunga o altro tessuto resistente impregnato di catrame bollente o altra sostanza impermeabilizzante.
Tela ceratatela impregnata con cera, catrame o olio per renderla impermeabile.
Tela olonatela grezza di canapa usata un tempo per le vele.
Telaiomacchina utilizzata per la produzione di tessuti, ottenuti tramite opportuno intreccio di due serie di fili tra loro perpendicolari, denominati trama ed ordito.
Telaio a pesiè il tipo di telaio che veniva usato nell'antichità.
Telaio a pettine licciotipo di telaio per la tessitura artigianale.
Telaio a tensionein centro e sud America è il telaio tradizionale, la tensione dell'ordito viene ottenuta dal tessitore tirando col peso del proprio corpo i fili che vengono legati a un punto fisso (albero o chiodo).
Telaio Jacquardè un tipo di telaio per tessitura che ha la possibilità di eseguire disegni complessi.
Telaio verticaleviene a tutt'oggi utilizzato in Asia Minore e nel Nord Africa per la tessitura dei tappeti e dagli indiani Navajo per confezionare la loro famose coperte.
Tempialeasticella di misura regolabile munita di dentini alle estremità, serve ad impedire il ritiro del tessuto durante la lavorazione.
Teritalo Terilene, era il marchio commerciale con cui la Rhodiatoce commercializzava le proprie fibre poliestere.
Tessitural'arte di costruire un tessuto. Si ottiene con l'intreccio dei fili di ordito con quello di trama.
Tessitura a tavolettetessitura realizzata con apposito telaio e l'ausilio di tavolette forate.
Tessuti antipiegatessuti che non richiedono stiratura dopo il lavaggio. Si ottengono con procedure particolari
Tessutomanufatto realizzato tramite un intreccio di fili. È costituito da due elementi: l'ordito o catena, ovvero l'insieme di fili tesi sul telaio, e la trama, unico filo che percorre da una parte all'altra l'ordito.
Tessuto Jerseynon è un tessuto ma una maglina.
Tessuto non tessuto(TNT in acronimo) è il termine generico per indicare un prodotto industriale simile a un tessuto ma ottenuto con procedimenti diversi dalla tessitura (incrocio di fili di trama e di ordito tramite telaio) e dalla maglieria.
Testurizzazioneè un procedimento tessile atto a conferire specifiche caratteristiche applicative ai fili continui. Trattandosi di procedimento termo-meccanico, si presta particolarmente per le fibre chimiche che, per la loro termoplasticità, assumono una deformazione permanente delle singole bave componenti.
Texunità di misura per la densità lineare delle fibre, titolo.
Texaliumè un tessuto in vetro-alluminio che ha un peso intorno ai 300g/m²
Tinturaoperazione che permette di dare o cambiare colore a materiali per mezzo di un bagno, liquido in cui sono disciolti coloranti. Si applica a molti materiali come cuoio, pelli, legno, capelli, ma l'ambito più importante è quello che interessa le fibre tessili, i filati e i tessuti.
Tintura a riservaè un metodo di tintura parziale applicato a tessuti e filati, ottenuto con l'impermeabilizzazione o la legatura come nel batik o nel tie end dye.
Tira pezzaparte di un telaio che avvolge il tessuto preparato.
Tirazera una officina in cui si producevano tessuti di alta qualità durante la dominazione araba in Sicilia.
Titolazione (tessile)operazione che determina il titolo di un filo o di un filato. Non essendo possibile misurare direttamente la sezione di una fibra perché facilmente deformabile e il più delle volte non circolare, si ricorre al titolo, cioè al rapporto (peso/lunghezza) per caratterizzarne la finezza.
Tomboloè un pizzo fatto a mano che viene realizzato in tutte le parti d'Italia. Con il termine tombolo si indicano sia il merletto in sé che lo strumento usato per realizzarlo.
Tramainsieme di fili che con quelli dell'ordito concorrono nel formare un tessuto.
Triacetato di cellulosasigla TA, fibra d'acetato di cellulosa di cui almeno il 92% dei gruppi ossidrilici è acetilato.
Tratturasrotolamento della bava di seta dal bozzolo.
Tulle (tessuto)tessuto dall'intreccio molto rado e trasparente, tecnicamente è una garza a giro inglese.
Tussahè il filato di seta che si ricava dalla dipanatura dei bozzoli prodotti da bruchi che vivono allo stato selvatico.
Tweedtessuto in lana originario della Scozia, ad armatura saia che determina la lisca di pesce.
Twillnome inglese della saia.
Tyvekè un tessuto non tessuto creato e brevettato dalla DuPont che ne ha registrato anche il marchio.

## V
Velcroè un metodo di chiusura inventato da Georges de Mestral agli inizi degli anni 1950, è composto di due strisce che si agganciano tra di loro, una con uncini, l'altra con anelli.
Vellutotessuto che presenta sulla faccia del dritto un fitto pelo (velluto unito) o una serie di anelli (velluto riccio). Si può suddividere in diversi tipi fra i quali il più famoso è chiamato velluto soprarizzo. Esiste anche il velluto negativo dove il disegno è dato dal fondo e il velluto controtagliato.
Velourtessuto dalla superficie pelosa.
Velurefilato in cui sono inseriti pezzettini di filato peloso che danno un effetto velluto.
Verghe di incrociodue asticelle legate che mantengono l'incrocio dell'ordito, e quindi l'esatta sequenza dei fili, durante il montaggio (armatura) dell'ordito.
Viscosaè una fibra tessile artificiale cellulosica, ottenuta con l'impiego di solfuro di carbonio.
Vivagnoaltro nome della cimosa.